# Братья по крови (фильм, 1978)
«Братья по крови», также «Кровные братья» или «Братья» — кинофильм, экранизация произведения Ричарда Прайса. Фильм разрешен для показа зрителям старше 16 лет.

## Сюжет
Фильм рассказывает о драме в итало-американской семье де Коко. Глава семейства, Томми, рабочий. Он женат, у него двое детей. Один из них девятнадцатилетний Стоуни. Стоуни находится на жизненном перепутье — он должен выбрать, чем ему заниматься: работать на стройплощадке — эта работа по душе его отцу, да и платят Стоуни неплохо, как члену профсоюза, или всё-таки заняться той работой, которая нравится самому Стоуни — работать с детьми, но пойти наперекор своему отцу.
Сама драма проходит на фоне жизни в Бронксе, где часты грубость, пьянство и распутство, и практически каждый день случаются драки. Сам Стоуни любит свою семью, но жить по их порядкам у него не получается. Кроме того в жизни Стоуни есть и ещё одна проблема — ему не нравится как его мать относится к его младшему брату.
Но есть люди которые и поддерживают Стоуни. Прежде всего это его верная подруга Аннет, которая вдохновляет его на первый шаг на пути к его новой жизни. Второй близкий человек, который оказывает Стоуни поддержку, это его дядя Льюис, который любит своего племянника как родного сына.

## В ролях
- Тони Ла Бьянко — Томми де Коко, отец семейства
- Пол Сорвино — Льюис Чубби де Коко, брат Томми
- Ричард Гир — Томас Стони де Коко или просто Стоуни, сын Томми
- Лейла Гольдони — Мария де Коко, жена Томми
- Ивонн Уайлдер — Филлис де Коко
- Майкл Хершью — Альберт Тигер де Коко, сын Томми
- Кеннет Мак Миллан — Баньон
- Флойд Ливайн — доктор Харрис
- Мэрилу Хеннер — Аннет, подруга Стоуни
- Кристин Дебелл — Шери

## Съёмочная группа
- Произведение: Ричард Прайс
- Автор сценария: Уолтер Ньюмэн
- Режиссёр: Роберт Маллиган
- Оператор: Роберт Сертис
- Монтаж: Шелли Кан
- Композитор: Элмер Бернстайн
- Художник: Джин Кэллэхэн
- Продюсер: Стивен Фридмэн

## Награды и номинации
- 1979 «Оскар» Лучший адаптированный сценарий (Уолтер Ньюмэн).